# Макпейк, Джеймс
Джеймс Макпейк (англ. James McPake; род. 24 июня 1984, Белсхилл, Стратклайд) — североирландский футболист, выступавший на позиции защитника; тренер. Воспитанник «Ливингстона», ранее, помимо «Данди», играл за «Ливингстон», «Гринок Мортон», «Ковентри Сити» и «Хиберниан». Сыграл один матч за сборную Северной Ирландии. Родился в Шотландии, но играл за сборную Северной Ирландии, так как его бабушка и дедушка родились и жили в Северной Ирландии.

## Карьера

### Клубная
Начал карьеру Макпейк, играя сразу в нескольких любительских молодёжных командах, пока в 2000 году не оказался в молодёжной команде «Ливингстона». Тогда же он подписал с клубом долгосрочный контракт. Дебютировал за свою команду спустя четыре года. В 2005 году подписал новый, двухлетний, контракт с командой. В 2006 году ездил в аренду в клуб Второго дивизиона «Гринок Мортон», отвергнув предложения «Гретны» и «Партик Тисла». В июле 2007 года, вернувшись в «Ливингстон», Макпейк был назначен капитаном команды. В 2008 году Джеймс дал предварительное согласие на переход в «Ковентри Сити» и в 2009 году окончательно переехал в Англию. До этого он успел сыграть 119 матчей за «Ливингстон (футбольный клуб)|Ливингстон» и шесть раз поразить ворота соперников. За «Ковентри Сити» успел сыграть 43 матча и забить один гол, прежде чем уехать в аренду в шотландский «Хиберниан». В «Хиберниане» Макпейк стал капитаном команды и помог ей сохранить прописку в Премьер-лиге, а также выйти в финал Кубка Шотландии. 30 июня 2012 года Джеймс Макпейк подписал с «хибс» двухлетний контракт, стоимость трансфера составила 100 тысяч фунтов.

### В сборной
В 2012 году Джеймс получил право играть за сборную Северной Ирландии, так как его бабушка и дедушка родились в Северной Ирландии. За сборную дебютировал 2 июня 2012 года в матче с Нидерландами (поражение 0:6).